# 雷森迪 (葡萄牙)
41°6′N 7°57′W / 41.100°N 7.950°W
雷森迪（葡萄牙語：Resende），是葡萄牙的城鎮，位於該國中北部，由維塞烏區負責管轄，始建於1514年，面積123.35平方公里，2011年人口11,364，該城鎮人口密度每平方公里92.13人。